# 薛愿
薛愿（？—756年），唐朝官员，河东汾阴人，出自河东薛氏。

## 生平
李瑛被废，唐玄宗贬薛愿至岭外，很久之后才回来。薛愿历任淮阳郡、汝南郡太守。
安禄山反唐时，薛愿担任颍川郡太守，与南阳郡长史兼防御副使庞坚，共守颍川。叛将阿史那承庆率领精锐攻打颍川，从正月至十一月一直围城。
夜半叛军翻城而入，俘虏薛愿庞坚，把他们绑到洛阳，有人对安禄山说："他们是义士，各为其主，杀之不祥。"于是将二人绑在树上。将死之时，看到的人都哭了。

## 家世

### 父亲
- 薛縚，太常卿。

### 兄长
- 薛崇一，娶薛王李業之女。

### 妹妹
- 薛妃，李瑛太子妃。